# Почему ты?
«Почему ты?» — российский фильм 2024 года, эротическая мелодрама режиссёра Александра Проста, по его же роману «Содержанка». В зарубежном прокате фильм получил название «Sugar baby».

## Сюжет
Андрей — богатый бизнесмен, который постоянно изменяет жене. Алла — нерадивая студетка под гиперопекой мамы-прокурорши. От подруги Алла узнаёт о чате содержанок и знакомится с Андреем. Между ними вспыхивает страсть, далеко выходящая за пределы обычной связи. Чем больше растут их чувства, тем больше проблемы у Андрея в бизнесе и семье. Об их отношениях узнаёт мать Аллы. Так к проблемам Андрея в бизнесе с добавляется проверка прокуратурой. Андрею грозит срок, если он не откажется от их связи. Андрей и Алла решают сбежать из страны вместе, но в последний момент, возле белорусской границе, Алла оставляет Андрея, чтобы позволить ему сохранить его старую жизнь. Финал фильма остаётся открытым.

## В ролях
- Даниил Воробьёв — Андрей Булыгин, бизнесмен
- Ангелина Загребина — Алла
- Алла Юганова — Ирина Георгиевна, мать Аллы, прокурор
- Анастасия Панина — Нина, жена Андрея
- Александра Жеребцова — Алина, дочь Андрея
- Владимир Жеребцов — Костя, бизнес-партнёр Андрея
- Юрий Цурило — дядя Коля
- Анастасия Спирина — Кристина, подруга Аллы
- Мария Шорохова — Валя, любовница Андрея
- Дмитрий Поднозов — Владимир
- Эрик Кения — Бадри

## Съёмки
Съёмки проходили в Санкт-Петербурге.
Съемками фильма занималось трио постановщиков в лице Ильи Хотиненко, Святославы Сагуновой и Александра Проста, причём последний, по его словам, в основном занимался консультированием актёров, постпродакшнм и монтажом.

## Показ
15 марта 2024 года вышел трейлер фильма, премьера прошла 17 апреля в кинотеатре «Художественный», в кинопрокат фильм вышел 25 апреля, в прокате фильм посмотрели 68 тыс. зрителей, кассовые сборы составили 24 306 042 руб. ($ 286 619), в первый уикенд на 8 строчке входя в Топ-10 уикенда.

## Рецензии
- Алексей Литовченко — «Почему ты?»: Даниил Воробьев в эротической мелодраме Александра Цыпкина // КиноРепортёр, 25 апреля 2024
- Ernesto Loaiza — Sugar Baby (2024)// Observatorio, 6 октября 2024
- Fernanda Cavalcanti — Sugar Baby — Filme romantiza relação problemática// alemdatocadocoelho, 6 октября 2024